# Tarrant, Alabama
Tarrant är en stad (city) i Jefferson County, i delstaten Alabama, USA. Enligt United States Census Bureau har staden en folkmängd på 6 401 invånare (2011) och en landarea på 16,5 km².